# Don Quixote (Strauss)
Don Quixote (Fantastiska variationer över ett tema av ridderlig karaktär), symfonisk dikt för stor orkester, op. 35 av Richard Strauss. Verket uruppfördes den 8 mars 1898 i Köln och bygger på romanen Don Quijote av Miguel Cervantes. Var och en av variationerna skildrar episoder ur boken. Cervantes har skapat de två odödliga gestalterna: å ena sidan den överspände, idealistiske Don Quijote, som iförd en gammal rustning, och ridande på sin magra häst Rosinante, ger sig ut i en värld full av inbillade farliga äventyr; å andra sidan hans väpnare, den sluge och materialistiske bondpojken Sancho Panza. Det är dessa typer som Strauss har levnadsgjort i ett verk uppbyggt i variationsform men samtidigt underordnat ett detaljerat program. Strauss själv gjorde följande programkommentar:
- Tema: Don Quixote, riddare av den sorgliga skepnaden. (solocello) Sancho Panza, väpnare (basklarinett, tenortuba (eller eufonium) och soloaltfiol).
- 1:a variationen: Det kuriösa paret rider iväg under den vackra Dulcinea del Tobosos tecken. Äventyret med väderkvarnarna.
- 2:a variationen: Segerrik kamp med den store kejsar Alifanfarons här. (I verkligheten en flock får.)
- 3:e variationen: Samtal mellan riddaren och hans vapendragare. Sancho ställer krav, kommer med frågor och öser ur sig sina ordspråk. Don Quixote lugnar honom och ställer i utsikt en stor belöning (nämligen prinsessans tärna).
- 4:e variationen: Olycksaligt äventyr med en procession av pilgrimer. Dessa medför under bön och bot en helgonbild, höljd i kvinnokläder. Don Quixote anar en enlevering och angriper pilgrimerna men jagas själv på flykten.
- 5:e variationen: Don Quixotes riddarvaka. Han sänder kärlekshälsningar till Dulcinea långt borta.
- 6:e variationen: Möte med en bondflicka, som Sancho presenterar för sin herre som den förhäxade Dulcinea.
- 7:e variationen: Färden genom luften. Några adelsdamer lurar riddaren att tro att han svävar genom luften med en bindel för ögonen.
- 8:e variationen: Olycklig färd i den förhäxade båten (barkaroll). Båten kantrar ömkligt under några kvarnhjul, som Don Quixote inbillar sig vara en fästning.
- 9:e variationen: Kamp mot förmenta trollgubbar, två präster på sina mulåsnor.
- 10:e variationen: Tvekamp med riddaren av den blanka månen. Don Quixote blir slagen, säger farväl till vapnen och drar hemåt för att valla boskap.
- Final: Han har nu kommit till sans igen och samlat sig efter sina vanvettiga idéer. Sina sista dagar tillbringar han med att komma till klarhet över sitt liv. Don Quixote dör.